# 3430 Bradfield
A 3430 Bradfield (ideiglenes jelöléssel 1980 TF4) a Naprendszer kisbolygóövében található aszteroida. Carolyn Shoemaker fedezte fel 1980. október 9-én.